# It’s a Terrible Life
Az It’s a Terrible Life az Odaát című televíziós sorozat negyedik évadjának tizenhetedik epizódja.

## Cselekmény
Reggel van, Dean Smith értékesítési- és marketing igazgató és Sam Wesson műszaki segély-szakember munkába indul a Sandover irodaházba, nem ismerik egymást, csupán a liftben találkoznak. Míg munkáját végzi, Sam egy víziót lát, melyben a számára ismeretlen Deannel együtt természetfeletti lényekre vadásznak, mikor azonban ezt megpróbálja elmondani neki, az elküldi.
Egyik nap Sam munkatársa, a nyugdíjtól két hétre lévő, ámde feszültnek tűnő Paul öngyilkos lesz, megsüti fejét egy mikróban, nem sokkal később pedig Sam barátja, Ian lesz öngyilkos Dean előtt; nyakon szúrja magát egy tollal, miközben azt hajtogatja, hogy "cserben hagyta a Sandovert". Dean a történtek után az irodájába hívatja Samet, és elárulja neki, hogy Ian halálakor látott egy szellemet, mire Sam közli vele, hogy feltörte a két áldozat e-mail fiókját, és kapcsolatot talált a két eset között: Ian és Paul egyaránt kapott üzenetet, miszerint menjenek az 1444-es irodába, a munkaügyre.
A fiúk így meglátogatják az említett, hátborzongatónak tűnő helyet, ahol kiabálásra lesznek figyelmesek. Ajtót betörve, egy öreg férfi szellemére lesznek figyelmesek, aki éppen az egyik szintén itt dolgozót próbálja meg kezével öngyilkosságra bírni. Deanben és Samben feltör a vadászösztön, és mint a profi vadászok, egy vasdarabbal elkergetik a kísértetet és megmentik a csapdába esett férfit.
Az eset után mindkettejükben megfordul a gondolat, hogy ők nem ebbe a világba valók, ráadásul Sam felhozza, hogy szerinte ők valamiféle módon egymáshoz tartoznak, talán fivérek. Együtt folytatják tovább a szellemvadászatot, és a tudtukon kívül már többször is feltűnő "profik", Ed és Harry weboldalát, a Szellemharcosokat látogatják meg, ahonnan tanácsokat nyernek, hogy s mint kell elpusztítani egy kísértetet. Sam ennek megfelelően utánanéz, ki is lehet a kísértet, és hamar rájön, hogy az nem más, mint a Sandover irodaház 1910-es évekbeli megalapítója, P. T. Sandover, akinek egyetlen földi maradványa egy kesztyű, melyet a Szellemlesők szerint el kell pusztítani.
Így hát miután a további tanácsok szerint vassal és sóval felfegyverkeztek, Deanék elindulnak, hogy megsemmisítsék a kísértetet. Csakhogy a tilosban járkáló Samet elkapja egy őr, akit később azonban a szellem megöl a liftnél; a férfi kiszáll a nem mozduló szerkezetből, ám mikor visszahajol, az mégis elindul, így levágja a fejét. A fiúk elérnek a bizonyos kesztyűhöz, ami az épületben van kiállítva, ám ekkor Sandover ismét megjelenik, és rájuk támad. Végül Samnek sikerül felgyújtania az ereklyét, így a kísértet elpusztul.
Sam továbbra is azt hajtogatja, nekik nem itt a helyük, másnap pedig kiderül, valóban igaza van; Deant ugyanis meglátogatja főnöke, és mikor a fiú közli vele, hogy felmond, az egy csettintéssel visszaállítja a két Winchestert a régi kerékvágásba, és felfedi Dean előtt valódi kilétét: ő maga az angyalok felettese, Zakariás, és azért csinálta ezt az egészet, hogy a fiúk rádöbbenjenek, kik is ők valójában, és hogy a világ sorsa most Dean kezében van...

## Természetfeletti lények

### Angyalok
Az angyalok Isten katonái, aki időtlen idők óta védelmezik az emberiséget. Eme teremtményeknek hatalmas szárnyaik vannak, emberekkel azonban csak emberi testen keresztül képesek kapcsolatba lépni, ugyanis puszta látványuk nemcsak az emberek, de még a természetfeletti lények szemét is kiégetik, hangjuk pedig fülsiketítő. Isteni képességük folytán halhatatlanok.

### P. T. Sandover szelleme
P. T. Sandover az 1910-es években volt a Sandover irodaépület vezetője, aki 1919-ben elhunyt. Hamvasztása után a férfi szelleme azonban az épületben kiállított kesztyűje miatt ottmaradt, hogy örökké védhesse egykor felépített cégét. A Nagy gazdasági világválság idején több alkalmazottját kísértette meg és kényszerítette öngyilkosságra, volt 1444-es irodájában, hogy javítsa "birodalma" anyagi helyzetét. A kísértetet elpusztítani csupán egyféle módon lehet: el kell égetni utolsó Földhöz kötődő maradványát, a kesztyűjét.

### Angyalok
Az angyalok Isten katonái, aki időtlen idők óta védelmezik az emberiséget. Eme teremtményeknek hatalmas szárnyaik vannak, emberekkel azonban csak emberi testen keresztül képesek kapcsolatba lépni, ugyanis puszta látványuk nemcsak az emberek, de még a természetfeletti lények szemét is kiégetik, hangjuk pedig fülsiketítő. Isteni képességük folytán halhatatlanok.

### Szellem
A szellem egy olyan elhunyt ember lelke, ki különös halált halt, és lelke azóta az élők közt kísért, általában egy olyan helyen, mely fontos volt az illetőnek földi életében. Szellemekből sok van: kopogószellem, bosszúálló szellem, vagy olyan szellem, mely figyelmezteti az embereket egy közlegő veszélyre.

## Időpontok és helyszínek
- 2009. március vége – Ohio

## Zenék
- The Kinks – A Well-Respected Man
- Brian Tichy – Hollow

## Külső hivatkozások
- Supernatural-It’s a Terrible Life az Internet Movie Database oldalon (angolul)